# Fallout 4: Nuka-World
Fallout 4: Nuka-World es un expansión para el videojuego de rol de acción posapocalíptico Fallout 4, de 2015. Fue desarrollada por Bethesda Game Studios, publicada por Bethesda Softworks y lanzada el 30 de agosto de 2016 para Microsoft Windows, PlayStation 4 y Xbox One. Está ambientada en el parque de atracciones ficticio del mismo nombre, Nuka-World. Al igual que con Fallout 4, Nuka-World se puede jugar tanto en perspectiva de primera persona como en tercera persona. El jugador controla al protagonista durante su viaje a través de Nuka-World, un antiguo parque de atracciones, ahora dirigido por grupos de asaltantes. El modo de juego principal Nuka-World consiste en la exploración y realizar misiones. Al completar las misiones, el jugador es recompensado con la moneda ficticia de la franquicia, tapas de botellas de botellas de Nuka-Cola y puntos de experiencia.
El desarrollo de Nuka-World comenzó después del lanzamiento de Fallout 4 en noviembre de 2015. La expansión tomó en cuenta los comentarios de los jugadores que expresaron su deseo de más contenido relacionado con Raiders. Los rumores de Nuka-World comenzaron a circular tres meses antes del lanzamiento oficial después de que se encontrara un archivo que insinuaba una nueva expansión en el código fuente de Fallout 4. El desarrollo fue confirmado por Matt Grandstaff en el blog de Bethesda Game Studios. Fallout 4: Nuka-World recibió una respuesta positiva y mixta, con críticos elogiando las nuevas ubicaciones, pero calificaron Nuka-World menos favorablemente que Far Harbor, un paquete de expansión anterior para el juego, por tener una historia menos clara.

## Jugabilidad
Nuka-World es una expansión para el videojuego de rol de acción Fallout 4. Al igual que en el juego base, el jugador tiene la capacidad de cambiar entre perspectivas en primera y tercera persona. Nuka-World es territorio de asaltantes con bandas errantes de bandidos que aterrorizan a la Commonwealth. El jugador puede acceder a Nuka-World cuando alcanza el nivel treinta, y al llegar está sujeto a La Garra, un laberinto con trampas explosivas. Al final de La Garra, el jugador debe derrotar al líder de los asaltantes, Colter, para ser coronado como el nuevo líder de los asaltantes. El jugador puede reclamar las partes del parque que los asaltantes aún no han anexado al ingresar al área y derrotar a los enemigos que residen allí. Los enemigos en Nuka-World consisten tanto en enemigos nuevos como en versiones más poderosas de los ya existentes.
El Pip-Boy, una pequeña computadora atada a la muñeca del personaje que contiene mapas, estadísticas, datos y elementos, juega un papel protagónico tanto en Fallout 4 como en Nuka-World. Cuando el jugador alcanza el nivel treinta y puede explorar Nuka-World, el Pip-Boy recibe una señal de radio que alerta al jugador. Nuka-World agrega adiciones menores a la mecánica de crafteo del juego, lo que permite al jugador mezclar variedades de Nuka-Cola para crear nuevos sabores; estos otorgan al jugador beneficios de estado adicionales, como mejoras temporales de salud, mayor resistencia al daño o atributos SPECIAL mejorados. SPECIAL es un acrónimo que denota los atributos del personaje que el jugador puede distribuir a través de los puntos de estadísticas adquiridos. Los atributos disponibles consisten en: fuerza, percepción, resistencia, carisma, inteligencia, agilidad y suerte. Para crear estos elementos, el jugador deberá recolectar materias primas del mundo del juego y encontrar libros de recetas para desbloquear nuevos sabores.

## Sinopsis

### Escenario y personajes

El logotipo de Nuka-Cola Corporation en la serie Fallout

Nuka-World está ambientado en el parque de atracciones temático del mismo nombre Nuka-Cola. Una vez fue un popular destino turístico administrado por Nuka-Cola Corporation, pero el parque ha sido invadido desde entonces por tres bandas de asaltantes. A diferencia de los saqueadores que aparecen en el juego base, los saqueadores de Nuka-World son mucho más disciplinados y organizados, y cada pandilla sigue un camino diferente. Al igual que la isla en Far Harbor, Nuka-World está fuera de la Commonwealth. El jugador puede acceder a Nuka-World montando un monorraíl llamado Nuka-Express.
Hay tres facciones principales de saqueadores dentro de Nuka-World: los Operadores, la Manada y los Discípulos. Los Operadores están dirigidos por Maggy "Mags" Black, junto con su hermano William y su amiga Lizzie Wyath; su pandilla está principalmente interesada en adquirir la mayor riqueza posible. La Manada está encabezada por Mason, el alfa de la pandilla; favorecen la supervivencia de la mentalidad del más apto y entrenan animales salvajes para el juego y el deporte. Los Discípulos están dirigidos por Nisha, con sus lugartenientes Savoy y Dixie, y son los más sanguinarios de las tres bandas, prefiriendo infligir tanta violencia como sea posible. Una facción menor, llamada Hubologists (basada vagamente en la Scientology), son seguidores de una religión ovni y viven fuera del parque.
Nuka-World en sí está dividido en seis partes más pequeñas, cada una de las cuales puede ser explorada por el jugador Nuka-Town, EE. UU., el centro del parque, compuesto por restaurantes, tiendas de souvenires y atracciones secundarias; Kiddie Kingdom, un escenario de fantasía con un castillo central, juegos mecánicos y un tema de dulces en todas partes que ha sido invadido por Feral Ghouls; Dry Rock Gulch, un área temática del salvaje oeste, con montañas rusas y pistoleros animatrónicos que ha sido infestado con larvas parasitarias conocidas como gusanos de sangre; Safari Adventure, un recinto de vida silvestre lleno de animales exóticos que desde entonces se han vuelto salvajes; la Zona Galáctica, una sección de temática espacial poblada por robots personalizados que funcionaron mal y volvieron a sus especificaciones militares mucho antes; y la planta embotelladora de Nuka-Cola, una fábrica modelo de Nuka-Cola que ofrece visitas guiadas y muestras de productos de Nuka-Cola que desde entonces se filtraron al medio ambiente y desencadenaron mutaciones adicionales en la fauna local. El área que rodea a Nuka-World incluye a Bradberton, una ciudad construida para albergar a los empleados del parque, la extinta central eléctrica de Nuka-World, Grandchester, una mansión embrujada y atracción turística, y el depósito de chatarra de Nuka-World que contiene una atracción de carnaval con temática de ovnis que el Los Hubólogos están convencidos de que es una auténtica nave espacial.

### Trama
El Único Sobreviviente va a investigar un parque de diversiones de antes de la guerra, Nuka-World, luego de que se transmiten anuncios de radio en la Commonwealth. Porter Gage, un asaltante veterano, contacta al Único Superviviente después de abordar un monorriel y le dice que está yendo hacia una trampa mortal. Al llegar, el Único Superviviente debe sortear una carrera de obstáculos cada vez más mortal llamada Gauntlet, que culmina con una pelea con Colter, el raider Overboss. Tras la muerte de Colter, Gage revela que los líderes de las tres bandas de asaltantes conspiraron para usurparlo, utilizando la transmisión y el Gauntlet para encontrar posibles reemplazos. Al Único Superviviente se le ofrece convertirse en el Overboss, pero debe equilibrar las necesidades competitivas de cada banda de asaltantes mientras conquista las áreas periféricas del parque. Una vez que todo el parque está bajo el control de los asaltantes, el Único Superviviente se propone expandir la influencia de los asaltantes en la Commonwealth conquistando asentamientos, restaurando el poder de Nuka-World para que el parque sea autosuficiente y frustrando los intentos de los Artilleros — una banda de mercenarios amorales. — para tomar el control de Nuka-World por sí mismos.
A medida que el Único Superviviente expande gradualmente su influencia, las grabaciones y las entradas del diario revelan que, a pesar de su popularidad, Nuka-World estaba bajo la amenaza de una grave y mala gestión en las semanas y meses anteriores a la Gran Guerra. Gradualmente, se revela que John-Caleb Bradberton, el creador de Nuka-Cola y el arquitecto de Nuka-World, ha redirigido los recursos para financiar el Proyecto Cobalt, un proyecto de desarrollo de armas para el ejército de los Estados Unidos. Esto culminó con la creación de Nuka-Cola Quantum, una variación de Nuka-Cola hecha con isótopos radiactivos. A cambio de su apoyo, los militares acordaron incluir a Bradberton en LEAP-X, un intento de prolongar la vida artificialmente; sin embargo, Braxton, el general a cargo del Proyecto Cobalto, vio la predicción de Bradberton de una guerra inminente como una falta de confianza en los militares y, por lo tanto, lo traicionó. Cuando el Único Superviviente accede a la oficina de Bradberton, descubre un ascensor oculto que conduce a un Refugio privado. En el interior está la cabeza aún viva de Bradberton unida a una máquina de soporte vital; un castigo de Braxton por dudar de los militares. El jugador tiene la opción de cortar la energía y sacrificar a Bradberton a petición suya o mantenerlo con vida por el bien de Sierra Petrovita, un personaje recurrente de Fallout 3 que idolatra a Bradberton.

#### Finales
Finalmente, la pandilla que el Único Superviviente ha descuidado más se volverá contra él y se hará cargo de la planta de energía de Nuka-World. Con las dos pandillas restantes a su lado, el Único Superviviente tendrá que eliminar a la pandilla rebelde. Sus acciones finalmente deciden quién controla Nuka-World. En un escenario alternativo, también se les da la opción de terminar con la influencia de los asaltantes al asesinar a los líderes de cada pandilla y sus lugartenientes, devolviendo así el control de Nuka-World a los comerciantes que originalmente lo usaron como centro de comercio.

## Desarrollo y lanzamiento
Nuka-World es el sexto y último paquete de expansión para el videojuego Fallout 4 de Bethesda Game Studios de 2015. Este se lanzó el 30 de agosto de 2016, luego de los lanzamientos de Automatron, Wasteland Workshop, Far Harbor, Contraptions Workshop y Vault-Tec Workshop. Nuka-World está incluido en el pase de temporada. El desarrollo de Nuka-World no comenzó hasta después del lanzamiento de Fallout 4 en noviembre de 2015. Mark Teare de Bethesda dijo que la expansión fue en parte el resultado de los comentarios de las personas que deseaban más contenido relacionado con los Raiders. Los rumores sobre Nuka-World comenzaron a circular en mayo de 2016 después de que el usuario de Reddit flashman7870 descubriera un segmento de código que hacía referencia a un archivo llamado "DLCNukaWorld.esm". Muchos fanáticos especularon que la expansión incorporaría un parque de diversiones.
La fecha de lanzamiento de Nuka-World (el 30 de agosto de 2016) para PlayStation 4, Windows y Xbox One se anunció en una publicación en el blog de Bethesda Game Studios el 15 de agosto junto con un tráiler de la expansión. Bethesda comenzó a lanzar claves para la versión beta el 16 de agosto y el juego previo al lanzamiento se transmitió en vivo a través de Twitch el 23 de agosto y el tráiler oficial se publicó dos días después. La expansión tiene un tamaño de archivo más grande que Far Harbor, con 3,66 GB en comparación a los 2,69 GB de esta última. Esto hizo que la gente se preguntara si Nuka-World contendría más jugabilidad, aunque el precio implicaba que estaría entre Automatron y Far Harbor. El lanzamiento norteamericano de Nuka-World en PlayStation 4 se retrasó debido a problemas desconocidos. A diferencia del lanzamiento de Far Harbor en PS4, no se encontraron problemas importantes de estabilidad o velocidad de fotogramas mientras se jugaba, excepto cuando se estaba dentro de una ubicación llamada The Galactic Zone. En el artículo del sitio web Push Square, se señaló que la causa de los problemas de velocidad de fotogramas en The Galactic Zone se desconocía y no era consistente.

## Recepción
Nuka-World recibió críticas tanto positivas como mixtas, según el sitio agregador de reseñas de videojuegos Metacritic. Los lanzamientos de PC y Xbox One recibieron críticas "generalmente favorables", mientras que el lanzamiento de PS4 recibió críticas "mixtas o promedio". A muchos críticos, incluidos Christopher Livingston (PC Gamer), Davide Ambrosiani (IGN) y Juan García (IGN), les gustaron los nuevos lugares para explorar. Los revisores, incluidos Paul Tassi (Forbes) y Nicholas Tan ( Game Revolution), compararon Nuka-World con Far Harbor, y muchos pensaron que esta expansión tenía una historia menos desarrollada y, por lo tanto, estaba menos centrada en la historia.
Los críticos disfrutaron explorando el nuevo mapa y mundo que agregó Nuka-World. Christopher Livingston (PC Gamer) pensó que "atacar asentamientos, especialmente el tuyo, es muy divertido, pero hay [sic] horas de tareas para completar antes de que realmente puedas convertirte en un asaltante". Bob Fekete (iDigitalTimes) dijo que explorar el mapa de Nuka-World es uno de los mejores partes de Fallout 4. Davide Ambrosiani (IGN) comentó que el último paquete de expansión de Fallout 4 agregó algunas mecánicas interesantes y expande aún más el mundo. Juan García (IGN) escribió sobre cómo creía que la expansión agregaba una "gran ubicación nueva" que añadía algunas horas más de juego, aunque era más limitada y repetitiva de lo que él quería. Andrew Webster (The Verge) disfrutó explorando el mapa y descubriendo cada detalle del mundo. También lo consideró una "excelente pieza de construcción de mundo".
Muchos críticos compararon Nuka-World con un paquete de expansión anterior para Fallout 4 llamado Far Harbor. Dan Stapleton (IGN) dijo que, en comparación con Far Harbor, los elementos de juego de rol están mucho menos desarrollados, aunque también dijo que Nuka-World tiene un entorno agradable lleno de sorpresas y batallas. Nicholas Tan (Game Revolution) también mencionó que era uno de los mejores paquetes de expansión, aunque no tenía una historia tan profunda como Far Harbor. Paul Tassi (Forbes) prefirió Far Harbor debido a que esta expansión era ligera en la historia.
Los revisores pensaron que la expansión valdría la pena si disfrutaban de Fallout 4. Kirk McKeand (Eurogamer) dijo que no hay elecciones reales que hacer en Nuka-World, pero que aún puede ser digno de tutiempo. A Kat Bailey (USgamer) le gustó la expansión y pensó que había mucho que hacer, pero que no todo era interesante. Ella dijo que la expansión "podría ser peor, pero también podría ser mucho mejor", pero si disfrutaste de Fallout 4, entonces "hay una buena razón para elegir Nuka-World ". Nic Rowen (Destructoid) señaló que los fanáticos del género probablemente disfrutarán de Nuka-World, pero otros quedarán insatisfechos. Tassi creía que valía la pena los 20 dólares. Andrew Webster terminó su reseña diciendo que Nuka-World era solo para jugadores dedicados.